# Phaeochrous diversipes
Phaeochrous diversipes là một loài bọ cánh cứng trong họ Hybosoridae. Loài này được Pic miêu tả khoa học năm 1928.